# Verein für Leibesübungen Wolfsburg 2011-2012
Questa pagina raccoglie i dati riguardanti il V.f.L. Wolfsburg nelle competizioni ufficiali della stagione 2011-2012.

## Stagione
La stagione 2011-2012 per il Wolfsburg deve essere una stagione di riscatto dopo il deludente 15º posto della stagione 2010-2011. Durante la preparazione estivo Felix Magath decide insieme alla società di cedere in prestito i due grandi acquisti della stagione precedente, Diego al Atlético Madrid e Simon Kjær alla Roma oltre a loro parte anche l'attaccante Grafite che si trasferisce negli Emirati Arabi all'Al-Ahli Club.
A dispetto di queste cessioni ci sono gli arrivi di Srđan Lakić,l'ex Juve Hasan Salihamidžić, in prestito dal Barcellona il centrocampista Aljaksandr Hleb ed altri.
Nonostante la rivoluzione della squadra, subito c'è l'eliminazione dalla DFB Pokal al primo turno a causa della sconfitta subita dal RB Lipsia mentre in Bundesliga la squadra termina la stagione con l'ottavo posto

## Maglie e sponsor
|  | Casa Maglia |  | Casa Alternativa |  | Trasferta Maglia |  | Terza Maglia |  | Terza Alternativa |

## Rosa
| N. |                                 | Ruolo | Calciatore          |
| -- | ------------------------------- | ----- | ------------------- |
| 1  | Svizzera (bandiera)             | P     | Diego Benaglio      |
| 2  | Germania (bandiera)             | D     | Patrick Ochs        |
| 3  | Brasile (bandiera)              | D     | Felipe Lopes        |
| 4  | Germania (bandiera)             | D     | Marcel Schäfer      |
| 6  | Serbia (bandiera)               | C     | Slobodan Medojević  |
| 7  | Brasile (bandiera)              | C     | Josué               |
| 8  | Costa d'Avorio (bandiera)       | C     | Ibrahim Sissoko     |
| 10 | Germania (bandiera)             | C     | Thomas Hitzlsperger |
| 11 | Bosnia ed Erzegovina (bandiera) | C     | Hasan Salihamidžić  |
| 12 | Germania (bandiera)             | P     | André Lenz          |
| 13 | Giappone (bandiera)             | C     | Makoto Hasebe       |
| 14 | Portogallo (bandiera)           | C     | Vieirinha           |
| 15 | Germania (bandiera)             | C     | Christian Träsch    |
| 17 | Germania (bandiera)             | D     | Alexander Madlung   |
| 18 | Croazia (bandiera)              | A     | Mario Mandžukić     |
| 19 | Svezia (bandiera)               | A     | Rasmus Jönsson      |
| 20 | Rep. Ceca (bandiera)            | C     | Petr Jiráček        |

| N. |                               | Ruolo | Calciatore              |
| -- | ----------------------------- | ----- | ----------------------- |
| 21 | Germania (bandiera)           | A     | Kevin Scheidhauer       |
| 22 | Polonia (bandiera)            | C     | Mateusz Klich           |
| 23 | Germania (bandiera)           | D     | Marco Russ              |
| 24 | Germania (bandiera)           | A     | Ashkan Dejagah          |
| 25 | Brasile (bandiera)            | D     | Chris                   |
| 26 | Croazia (bandiera)            | D     | Hrvoje Čale             |
| 27 | Germania (bandiera)           | C     | Max Arnold              |
| 29 | Rep. Ceca (bandiera)          | C     | Jan Polák               |
| 30 | Venezuela (bandiera)          | C     | Yohandry Orozco         |
| 31 | Germania (bandiera)           | D     | Robin Knoche            |
| 32 | Germania (bandiera)           | C     | Sebastian Schindzielorz |
| 33 | Germania (bandiera)           | A     | Patrick Helmes          |
| 34 | Svizzera (bandiera)           | D     | Ricardo Rodríguez       |
| 35 | Svizzera (bandiera)           | P     | Marwin Hitz             |
| 36 | Germania (bandiera)           | D     | Bjarne Thölke           |
| 39 | Germania (bandiera)           | D     | Michael Schulze         |
| 40 | Germania (bandiera)           | A     | Sebastian Polter        |
| 43 | Macedonia del Nord (bandiera) | C     | Ferhan Hasani           |
| 44 | Francia (bandiera)            | A     | Giovanni Sio            |

## Trasferimenti

### Sessione estiva(dall'1/7 all'1/9)
| Acquisti | Acquisti            | Acquisti              | Acquisti   |
| R.       | Nome                | da                    | Modalità   |
| -------- | ------------------- | --------------------- | ---------- |
| D        | Hrvoje Čale         | Trabzonspor           | definitivo |
| D        | Sōtīrīs Kyrgiakos   | Liverpool             | prestito   |
| D        | Christian Träsch    | Stoccarda             | definitivo |
| D        | Marco Russ          | Eintracht Francoforte | definitivo |
| D        | Chris               | Eintracht Francoforte | definitivo |
| C        | Thomas Hitzlsperger | West Ham Utd          | definitivo |
| C        | Aljaksandr Hleb     | Barcellona            | prestito   |
| C        | Patrick Ochs        | Eintracht Francoforte | definitivo |
| C        | Mateusz Klich       | KS Cracovia           | definitivo |
| C        | Hasan Salihamidžić  | Juventus              | definitivo |
| A        | Srđan Lakić         | Kaiserslautern        | definitivo |
| A        | Rasmus Jönsson      | Helsingborg           | definitivo |

| Cessioni | Cessioni       | Cessioni        | Cessioni   |
| R.       | Nome           | a               | Modalità   |
| -------- | -------------- | --------------- | ---------- |
| D        | Peter Pekarík  | Kayserispor     | definitivo |
| D        | Fabian Johnson | Hoffenheim      | definitivo |
| D        | Simon Kjær     | Roma            | prestito   |
| C        | Karim Ziani    | Al-Jaish        | definitivo |
| C        | Diego          | Atlético Madrid | prestito   |
| A        | Grafite        | Shabab Al-Ahli  | definitivo |
| A        | Sascha Riether | Colonia         | definitivo |
| A        | Tuncay Şanlı   | Bolton          | prestito   |

### Sessione invernale(dal 3/01 al 31/01)
| Acquisti | Acquisti           | Acquisti       | Acquisti   |
| R.       | Nome               | da             | Modalità   |
| -------- | ------------------ | -------------- | ---------- |
| D        | Felipe Lopes       | Nacional       | definitivo |
| D        | Ibrahim Sissoko    | Académica      | definitivo |
| D        | Ricardo Rodríguez  | Zurigo         | definitivo |
| D        | Petr Jiráček       | Viktoria Plzeň | definitivo |
| C        | Ferhan Hasani      | Škendija       | definitivo |
| C        | Slobodan Medojević | Vojvodina      | definitivo |
| C        | Vieirinha          | PAOK           | definitivo |
| A        | Giovanni Sio       | Sion           | definitivo |

| Acquisti | Acquisti          | Acquisti               | Acquisti      |
| R.       | Nome              | da                     | Modalità      |
| -------- | ----------------- | ---------------------- | ------------- |
| D        | Sōtīrīs Kyrgiakos | Liverpool              | fine prestito |
| D        | Tolga Ciğerci     | Borussia M'gladbach    | prestito      |
| C        | Koo Ja-cheol      | Augusta                | prestito      |
| C        | Thomas Kahlenberg | Évian TG               | prestito      |
| C        | Aljaksandr Hleb   | Kryl'ja Sovetov Samara | definitivo    |
| A        | Srđan Lakić       | Kaiserslautern         | prestito      |

## Organigramma societario
Area tecnica
- Allenatore: Felix Magath
- Allenatore in seconda: Bernd Hollerbach, Pierre Littbarski
- Preparatore dei portieri: Andreas Hilfiker
- Preparatori atletici: Werner Leuthard, Oliver Mutschler, Jörg Drill, Patrick Kasprowski, Manfred Kroß, Michele Putaro
- Medico sociale: Andreas Herbst

## Risultati

### Bundesliga

#### Girone di andata
| Arbitro: | Gräfe |

|  |           |                             |
|  | Marcatori | 17’, 90’ Helmes 85’ Schäfer |

| Arbitro: | Kircher |

|  |           |             |
|  | Marcatori | 90’ Gustavo |

| Arbitro: | Schmidt |

|                                              |           |            |
| Reus 15’, 67’ Daems 32’ (rig.) Bobadilla 45’ | Marcatori | 13’ Hasebe |

| Arbitro: | Dingert |

|                                     |           |  |
| Barth 30’ Jendrišek 40’ Makiadi 59’ | Marcatori |  |

| Arbitro: | Aytekin |

|                    |           |          |
| Mandžukić 33’, 82’ | Marcatori | 13’ Raúl |

| Arbitro: | Fritz |

|                            |           |             |
| Babel 20’ Firmino 24’, 85’ | Marcatori | 68’ Dejagah |

| Arbitro: | Kinhöfer |

|             |           |  |
| Dejagah 63’ | Marcatori |  |

| Arbitro: | Brych |

|                                      |           |               |
| Castro 14’ Derdiyok 65’ Kießling 85’ | Marcatori | 59’ Mandžukić |

| Arbitro: | Welz |

|                           |           |            |
| Mandžukić 24’, 83’ (rig.) | Marcatori | 69’ Eigler |

| Arbitro: | Perl |

|            |           |              |
| Petrić 56’ | Marcatori | 2’ Mandžukić |

| Arbitro: | Hartmann |

|                           |           |                                                 |
| Mandžukić 31’ Schäfer 84’ | Marcatori | 27’ Raffael 37’ (rig.) K'obiashvili 85’ Lasogga |

| Arbitro: | Drees |

|                                                      |           |          |
| Götze 12’, 78’ Kagawa 45’ Bender 61’ Lewandowski 66’ | Marcatori | 59’ Hleb |

| Arbitro: | Aytekin |

|                                             |           |            |
| Salihamidžić 22’, 36’ Chris 55’ Madlung 74’ | Marcatori | 43’ Schulz |

| Arbitro: | Winkmann |

|                            |           |  |
| Brinkmann 65’ Kapllani 90’ | Marcatori |  |

| Arbitro: | Sippel |

|                                    |           |                                         |
| Mandžukić 10’ Kirchhoff 41’ (aut.) | Marcatori | 70’ (rig.) Ivanschitz 81’ Choupo-Moting |

| Arbitro: | Kircher |

|                                                               |           |             |
| Papastathopoulos 18’ Pizarro 45’ Rosenberg 55’ Arnautović 71’ | Marcatori | 86’ Schäfer |

| Arbitro: | Stark |

|            |           |  |
| Polter 74’ | Marcatori |  |

#### Girone di ritorno
| Arbitro: | Welz |

|            |           |  |
| Polter 78’ | Marcatori |  |

| Arbitro: | Zwayer |

|                      |           |  |
| Gómez 60’ Robben 90’ | Marcatori |  |

| Wolfsburg 4 febbraio 2012, ore 15:30 CET 20ª giornata | Wolfsburg | 0 – 0 referto | Borussia M'gladbach | Volkswagen-Arena (30 000 spett.)\| Arbitro: \| Gagelmann \| |
| Arbitro:                                              | Gagelmann |               |                     |                                                             |

| Arbitro: | Dingert |

|                             |           |                        |
| Jiráček 5’, 61’ Schäfer 14’ | Marcatori | 11’ Flum 38’ Caligiuri |

| Arbitro: | Sippel |

|                                       |           |  |
| Raúl 10’ Huntelaar 15’, 72’ Matip 49’ | Marcatori |  |

| Arbitro: | Schmidt |

|                   |           |                           |
| Helmes 69’ (rig.) | Marcatori | 2’ Firmino 84’ Schipplock |

| Kaiserslautern 3 marzo 2012, ore 15:30 CET 24ª giornata | Kaiserslautern | 0 – 0 referto | Wolfsburg | Fritz-Walter-Stadion (34 110 spett.)\| Arbitro: \| Aytekin \| |
| Arbitro:                                                | Aytekin        |               |           |                                                               |

| Arbitro: | Zwayer |

|                                          |           |                          |
| Helmes 32’ Dejagah 44’ Kadlec 60’ (aut.) | Marcatori | 3’ Kießling 90’ Derdiyok |

| Arbitro: | Winkmann |

|           |           |                               |
| Didavi 9’ | Marcatori | 15’ Mandžukić 24’, 54’ Helmes |

| Arbitro: | Brych |

|                           |           |          |
| Mandžukić 46’ Schäfer 75’ | Marcatori | 47’ Berg |

| Arbitro: | Fritz |

|                  |           |                                                 |
| K'obiashvili 13’ | Marcatori | 29’ (aut.) Janker 34’, 81’ Helmes 77’ Mandžukić |

| Arbitro: | Dingert |

|               |           |                                   |
| Mandžukić 61’ | Marcatori | 22’, 90’ Lewandowski 49’ Gündoğan |

| Arbitro: | Sippel |

|                     |           |  |
| Diouf 44’ Konan 77’ | Marcatori |  |

| Arbitro: | Kinhöfer |

|            |           |                        |
| Helmes 27’ | Marcatori | 13’ Oehrl 88’ Langkamp |

| Magonza 20 aprile 2012, ore 20:30 CEST 32ª giornata | Magonza  | 0 – 0 referto | Wolfsburg | Coface Arena (31 069 spett.)\| Arbitro: \| Hartmann \| |
| Arbitro:                                            | Hartmann |               |           |                                                        |

| Arbitro: | Brych |

|                                  |           |               |
| Salihamidžić 40’ Helmes 66’, 89’ | Marcatori | 45’ Rosenberg |

| Arbitro: | Perl |

|                               |           |                     |
| Cacau 73’ Maza 77’ Traoré 80’ | Marcatori | 28’ Helmes 60’ Russ |

### Coppa di Germania
| Arbitro: | Wingenbach |

|                    |           |                            |
| Frahn 6’, 17’, 45’ | Marcatori | 25’ Lakić 28’ Salihamidžić |

## Statistiche

### Statistiche di squadra
| Competizione      | Punti | In casa | In casa | In casa | In casa | In casa | In casa | In trasferta | In trasferta | In trasferta | In trasferta | In trasferta | In trasferta | Totale | Totale | Totale | Totale | Totale | Totale | DR  |
| Competizione      | Punti | G       | V       | N       | P       | Gf      | Gs      | G            | V            | N            | P            | Gf           | Gs           | G      | V      | N      | P      | Gf     | Gs     | DR  |
| ----------------- | ----- | ------- | ------- | ------- | ------- | ------- | ------- | ------------ | ------------ | ------------ | ------------ | ------------ | ------------ | ------ | ------ | ------ | ------ | ------ | ------ | --- |
| Bundesliga        | 44    | 17      | 10      | 2       | 5       | 29      | 22      | 17           | 3            | 3            | 11           | 18           | 38           | 34     | 13     | 5      | 16     | 47     | 60     | -13 |
| Coppa di Germania | -     | 0       | 0       | 0       | 0       | 0       | 0       | 1            | 0            | 0            | 1            | 2            | 3            | 1      | 0      | 0      | 1      | 2      | 3      | -1  |
| Totale            | -     | 17      | 10      | 2       | 5       | 29      | 22      | 18           | 3            | 3            | 12           | 20           | 41           | 35     | 13     | 5      | 17     | 49     | 63     | -14 |

### Andamento in campionato
| Giornata  | 1 | 2 | 3  | 4  | 5  | 6  | 7  | 8  | 9  | 10 | 11 | 12 | 13 | 14 | 15 | 16 | 17 | 18 | 19 | 20 | 21 | 22 | 23 | 24 | 25 | 26 | 27 | 28 | 29 | 30 | 31 | 32 | 33 | 34 |
| --------- | - | - | -- | -- | -- | -- | -- | -- | -- | -- | -- | -- | -- | -- | -- | -- | -- | -- | -- | -- | -- | -- | -- | -- | -- | -- | -- | -- | -- | -- | -- | -- | -- | -- |
| Luogo     | T | C | T  | T  | C  | T  | C  | T  | C  | T  | C  | T  | C  | T  | C  | T  | C  | C  | T  | C  | C  | T  | C  | T  | C  | T  | C  | T  | C  | T  | C  | T  | C  | T  |
| Risultato | V | P | P  | P  | V  | P  | V  | P  | V  | N  | P  | P  | V  | P  | N  | P  | V  | V  | P  | N  | V  | P  | P  | N  | V  | V  | V  | V  | P  | P  | P  | N  | V  | P  |
| Posizione | 1 | 5 | 11 | 15 | 13 | 14 | 13 | 13 | 12 | 11 | 12 | 13 | 12 | 13 | 14 | 14 | 12 | 9  | 9  | 10 | 8  | 8  | 13 | 11 | 10 | 9  | 9  | 9  | 9  | 10 | 10 | 10 | 8  | 8  |

Legenda:

Luogo: C = Casa; T = Trasferta. Risultato: V = Vittoria; N = Pareggio; P = Sconfitta.

### Statistiche dei giocatori
| Giocatore        | Bundesliga | Bundesliga | Bundesliga  | Bundesliga | Coppa di Germania | Coppa di Germania | Coppa di Germania | Coppa di Germania | Totale   | Totale | Totale      | Totale     |
| Giocatore        | Presenze   | Reti       | Ammonizioni | Espulsioni | Presenze          | Reti              | Ammonizioni       | Espulsioni        | Presenze | Reti   | Ammonizioni | Espulsioni |
| ---------------- | ---------- | ---------- | ----------- | ---------- | ----------------- | ----------------- | ----------------- | ----------------- | -------- | ------ | ----------- | ---------- |
| D. Benaglio      | 32         | 0          | 3           | 0          | 1                 | 0                 | 0                 | 0                 | 33       | 0      | 3           | 0          |
| M. Hitz          | 2          | 0          | 0           | 1          | -                 | -                 | -                 | -                 | 2        | 0      | 0           | 1          |
| A. Lenz          | -          | -          | -           | -          | -                 | -                 | -                 | -                 | -        | -      | -           | -          |
| H. Čale          | 1          | 0          | 1           | 0          | -                 | -                 | -                 | -                 | 1        | 0      | 1           | 0          |
| Chris            | 8          | 1          | 3           | 0          | -                 | -                 | -                 | -                 | 8        | 1      | 3           | 0          |
| Felipe           | 13         | 0          | 5           | 0          | -                 | -                 | -                 | -                 | 13       | 0      | 5           | 0          |
| R. Knoche        | 3          | 0          | 0           | 0          | -                 | -                 | -                 | -                 | 3        | 0      | 0           | 0          |
| A. Madlung       | 23         | 1          | 1           | 1          | -                 | -                 | -                 | -                 | 23       | 1      | 1           | 1          |
| P. Ochs          | 13         | 0          | 2           | 0          | 1                 | 0                 | 1                 | 0                 | 14       | 0      | 3           | 0          |
| R. Rodríguez     | 17         | 0          | 1           | 0          | -                 | -                 | -                 | -                 | 17       | 0      | 1           | 0          |
| M. Russ          | 24         | 1          | 7           | 0          | 1                 | 0                 | 0                 | 0                 | 25       | 1      | 7           | 0          |
| M. Schäfer       | 34         | 5          | 2           | 0          | 1                 | 0                 | 0                 | 0                 | 35       | 5      | 2           | 0          |
| M. Schulze       | 2          | 0          | 1           | 0          | -                 | -                 | -                 | -                 | 2        | 0      | 1           | 0          |
| B. Thoelke       | 6          | 0          | 0           | 0          | -                 | -                 | -                 | -                 | 6        | 0      | 0           | 0          |
| C. Träsch        | 33         | 0          | 3           | 0          | 1                 | 0                 | 0                 | 0                 | 34       | 0      | 3           | 0          |
| M. Arnold        | 2          | 0          | 0           | 0          | -                 | -                 | -                 | -                 | 2        | 0      | 0           | 0          |
| F. Hasani        | -          | -          | -           | -          | -                 | -                 | -                 | -                 | -        | -      | -           | -          |
| M. Hasebe        | 23         | 1          | 3           | 1          | 1                 | 0                 | 0                 | 0                 | 24       | 1      | 3           | 1          |
| T. Hitzlsperger  | 6          | 0          | 0           | 0          | -                 | -                 | -                 | -                 | 6        | 0      | 0           | 0          |
| P. Jiráček       | 13         | 2          | 2           | 0          | -                 | -                 | -                 | -                 | 13       | 2      | 2           | 0          |
| Josué            | 28         | 0          | 7           | 0          | 1                 | 0                 | 0                 | 0                 | 29       | 0      | 7           | 0          |
| M. Klich         | -          | -          | -           | -          | -                 | -                 | -                 | -                 | -        | -      | -           | -          |
| S. Medojević     | -          | -          | -           | -          | -                 | -                 | -                 | -                 | -        | -      | -           | -          |
| Y. Orozco        | 5          | 0          | 0           | 0          | -                 | -                 | -                 | -                 | 5        | 0      | 0           | 0          |
| J. Polák         | 16         | 0          | 3           | 0          | -                 | -                 | -                 | -                 | 16       | 0      | 3           | 0          |
| H. Salihamidžić  | 15         | 3          | 3           | 0          | 1                 | 1                 | 1                 | 0                 | 16       | 4      | 4           | 0          |
| S. Schindzielorz | 2          | 0          | 0           | 0          | -                 | -                 | -                 | -                 | 2        | 0      | 0           | 0          |
| I. Sissoko       | 2          | 0          | 0           | 0          | -                 | -                 | -                 | -                 | 2        | 0      | 0           | 0          |
| Vieirinha        | 9          | 0          | 0           | 0          | -                 | -                 | -                 | -                 | 9        | 0      | 0           | 0          |
| A. Dejagah       | 26         | 3          | 6           | 0          | 1                 | 0                 | 1                 | 0                 | 27       | 3      | 7           | 0          |
| P. Helmes        | 16         | 12         | 3           | 0          | 1                 | 0                 | 0                 | 0                 | 17       | 12     | 3           | 0          |
| R. Jönsson       | 11         | 0          | 0           | 0          | -                 | -                 | -                 | -                 | 11       | 0      | 0           | 0          |
| M. Mandžukić     | 32         | 12         | 4           | 0          | 1                 | 0                 | 0                 | 0                 | 33       | 12     | 4           | 0          |
| S. Polter        | 12         | 2          | 1           | 0          | -                 | -                 | -                 | -                 | 12       | 2      | 1           | 0          |
| K. Scheidhauer   | -          | -          | -           | -          | -                 | -                 | -                 | -                 | -        | -      | -           | -          |
| G. Sio           | 9          | 0          | 1           | 0          | -                 | -                 | -                 | -                 | 9        | 0      | 1           | 0          |
| A. Hleb          | 4          | 1          | 0           | 0          | -                 | -                 | -                 | -                 | 4        | 1      | 0           | 0          |
| S. Kjær          | 3          | 0          | 0           | 0          | 1                 | 0                 | 1                 | 0                 | 4        | 0      | 1           | 0          |
| J. Koo           | 12         | 0          | 0           | 0          | -                 | -                 | -                 | -                 | 12       | 0      | 0           | 0          |
| S. Kyrgiakos     | 7          | 0          | 1           | 1          | -                 | -                 | -                 | -                 | 7        | 0      | 1           | 1          |
| S. Lakić         | 10         | 0          | 0           | 0          | 1                 | 1                 | 0                 | 0                 | 11       | 1      | 0           | 0          |
| T. Şanlı         | 1          | 0          | 0           | 0          |                   |                   |                   |                   |          |        |             |            |